# Улыбино (Ленинградская область)
Улыбино (до 1948 — Перойоенкюля, Кярстиля, фин. Perojoenkylä, Kärstilä) — посёлок в Гончаровском сельском поселении Выборгского района Ленинградской области.

## Название
В начале 1948 года по постановлению общего собрания рабочих и служащих подсобного хозяйства швейной фабрики деревня Перойоенкюля получила наименование Горская. Комиссия по переименованию изменила название и присвоила новое имя — Улыбино, образованное от фамилии погибшего воина, сведения о котором отсутствуют. 
Переименование было закреплено указом Президиума ВС РСФСР от 13 января 1949 года.

## История

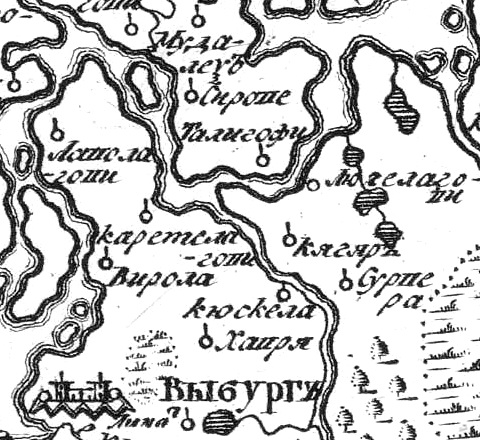
Деревня Кярстиля (Карстела) на русской карте 1745 года
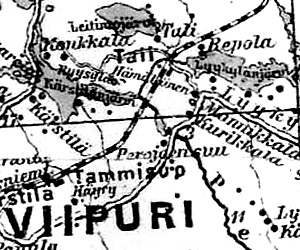
Деревни Перойоенкюля и Кярстиля на финской карте 1923 года

До 1939 года деревни Перойоенкюля и Кярстиля входили в состав Выборгского сельского округа Выборгской губернии Финляндской республики.
С 1 января 1940 года по 31 октября 1944 года — в составе Карело-Финской ССР.
С 1 июля 1941 года по 31 мая 1944 года — финская оккупация.
С 1 ноября 1944 года — в составе Кяхярского сельсовета Выборгского района.
С 1 октября 1948 года — в составе Гончаровского сельсовета.
С 1 января 1949 года учитывается административными данными как деревня Улыбино.
С 1 июня 1954 года — в составе Черкасовского сельсовета.
В 1958 году население деревни Улыбино составляло 103 человека.
Согласно данным 1966 и 1973 годов посёлок Улыбино входил в состав Черкасовского сельсовета
Согласно данным 1990 года посёлок Улыбино входил в состав Гончаровского сельсовета.
В 1997 году в посёлке Улыбино Гончаровской волости проживал 1 человек, в 2002 году постоянного населения не было.
В 2007 году в посёлке Улыбино Гончаровского СП проживал 1 человек, в 2010 году — 34 человека.

## География
Посёлок расположен в восточной части района на автодороге 41К-207 (Выборг — Смирново).
Расстояние до административного центра поселения — 4 км. 
Ближайшая железнодорожная станция — Таммисуо. Расстояние до железнодорожной станции Выборг — 10 км. 
К востоку от посёлка протекает река Перовка.

## Демография
| 2007 | 2010 | 2017 | 2021 |
| ---- | ---- | ---- | ---- |
| 1    | ↗34  | ↘16  | ↗34  |

## Улицы
Солнечная, дорога Улыбино.